# Référendum sur le mariage pour tous en Suisse
Le référendum sur le mariage pour tous en Suisse est un référendum facultatif qui a lieu le 26 septembre 2021 afin de permettre à la population suisse de se prononcer sur une modification du Code civil légalisant le mariage entre personnes de même sexe.
Le mariage pour tous est approuvé à une large majorité de plus de 64 % des suffrages exprimés. Son entrée en vigueur a lieu le 1er juillet 2022.

## Objet
La loi soumise à référendum porte sur la légalisation du mariage homosexuel, de l'adoption par les couples homosexuels, et de la procréation médicalement assistée (PMA) pour les couples de femmes.

## Historique
La Suisse permet à sa population de déclencher un référendum facultatif afin de soumettre à la votation une loi venant d'être adoptée par le parlement. Un minimum de 50 000 signatures doivent pour cela être réunies dans les 100 jours suivant la publication du nouveau texte de loi dans la Feuille fédérale. 
Avant même l'adoption définitive de la loi par le Parlement, l'Union démocratique fédérale (UDF) annonce en juin 2020 son intention de recourir à un tel référendum,. 
Le texte de loi est publié dans la Feuille fédérale le 31 décembre 2020, déclenchant ainsi le délai de 100 jours pour la récolte des signatures, qui court jusqu'au 10 avril 2021,.
Au lancement de la collecte des signatures en janvier 2021, deux comités séparés demandent le référendum. Le premier, mené par l'UDF, s'intitule « Non au mariage pour tous » et le second, mené par des parlementaires membres de l'Union démocratique du centre (UDC) et du parti Le Centre, rejoints par la suite par le Parti évangélique suisse, s'intitule « Non au don de sperme pour les couples de même sexe ». Un troisième comité se lance par la suite, intitulé « Non à l'enfant-marchandise », constitué principalement de députés UDC valaisans sous l'étiquette « Fondation pour la Famille »,.
Le Blick rapporte fin février 2021 qu'après 50 jours de collecte, moins de 25 000 signatures sur 50 000 auraient été récoltées. Le président de l'UDF, Daniel Frischknecht, se dit toutefois certain que son comité référendaire réussira à faire aboutir le référendum. Le 12 avril 2021, les opposants au « mariage pour tous » annoncent déposer à la Chancellerie fédérale 59 176 signatures certifiées. Le 27 avril 2021, celle-ci constate formellement l'aboutissement du processus, avec 61 027 signatures valables, déclenchant la mise à la votation de la loi adoptée par le parlement. Le 19 mai, le Conseil fédéral fixe la date de la votation au 26 septembre 2021.

## Campagne
Le 22 juin 2021, la conseillère fédérale Karin Keller-Sutter lance la campagne de votation. Lors de la conférence de presse, elle affirme que cette modification du Code civil met fin à l'inégalité de traitement entre les couples de même sexe et les couples de sexe opposé. Elle met également l'accent sur le bien de l'enfant et son droit à évoluer dans un environnement stable, indépendamment de la configuration familiale. Elle exclut toutefois toute ouverture en matière de gestation pour autrui ou de don d'ovocyte (interdits en Suisse), une telle ouverture nécessitant de toute manière une modification constitutionnelle, requérant la double majorité du peuple et des cantons.
Le Réseau évangélique suisse SEA-RES, opposant de longue date à la légalisation, réaffirme le 16 août son opposition au mariage pour tous, à l’adoption d’enfants par les couples homosexuels et au recours au don de sperme pour les couples de femmes, jugeant les enfants et leurs droits « particulièrement affectés » par ces pratiques. Le réseau affirme ainsi ne pas vouloir que des enfants « deviennent pour des adultes l'objet de la réalisation de soi » au détriment des premiers.
Le 3 septembre, la Fédération romande d’Églises évangéliques (FREE) annonce quant à elle ne pas prendre position, et appelle les chrétiens à voter en leur âme et conscience.
Une manifestation en faveur de la légalisation est organisée le 4 septembre à Zurich, sous le slogan « Fais-toi confiance. Mariage pour tous maintenant »,. 

### Avis des autorités
Le Conseil fédéral et le Parlement recommandent d'accepter le mariage entre personnes de même sexe.

## Sondages
| Institut         | Sur mandat de | Date               | Oui | Plutôt oui | Indécis Pas de réponse | Plutôt non | Non |
| ---------------- | ------------- | ------------------ | --- | ---------- | ---------------------- | ---------- | --- |
| gfs.Bern         | SRG SSR       | 20 août 2021       | 55  | 14         | 2                      | 9          | 20  |
| LeeWas GmbH[PDF] | Tamedia       | 13 août 2021       | 56  | 8          | 1                      | 6          | 29  |
| LeeWas GmbH[PDF] | Tamedia       | 1er septembre 2021 | 60  | 6          | 1                      | 4          | 29  |
| gfs.Bern         | SRG SSR       | 15 septembre 2021  | 53  | 10         | 2                      | 8          | 27  |
| LeeWas GmbH[PDF] | Tamedia       | 15 septembre 2021  | 64  | 3          | 1                      | 3          | 29  |

## Résultats

### Nationaux
| Choix                  | Votes     | %     |
| ---------------------- | --------- | ----- |
| Pour                   | 1 828 642 | 64,10 |
| Contre                 | 1 024 307 | 35,90 |
|                        |           |       |
| Votes valides          | 2 852 949 | 98,27 |
| Votes blancs           | 36 336    | 1,25  |
| Votes nuls             | 13 943    | 0,48  |
| Total                  | 2 903 228 | 100   |
| Abstention             | 2 615 940 | 47,40 |
| Inscrits/Participation | 5 519 168 | 52,60 |

| Pour 1 828 642 (64,10 %) |  |  | Contre 1 024 307 (35,90 %) |
| ▲                        |  |  |                            |
| Majorité absolue         |  |  |                            |

### Provisoires par canton

Carte représentant les résultats provisoires dans les cantons.

| Canton                       | Oui       | %     | Non       | %     |
| ---------------------------- | --------- | ----- | --------- | ----- |
| Zurich                       | 356 917   | 69,11 | 159 545   | 30,89 |
| Berne                        | 246 951   | 65,16 | 132 059   | 34,84 |
| Lucerne                      | 100 058   | 66,17 | 51 146    | 33,83 |
| Uri                          | 7 532     | 58,25 | 5 399     | 41,75 |
| Schwytz                      | 32 538    | 56,48 | 25 070    | 43,52 |
| Obwald                       | 8 780     | 59,26 | 6 035     | 40,74 |
| Nidwald                      | 10 963    | 61,57 | 6 842     | 38,43 |
| Glaris                       | 6 820     | 61,12 | 4 338     | 38,88 |
| Zoug                         | 31 209    | 66,11 | 15 998    | 33,89 |
| Fribourg                     | 66 009    | 62,31 | 39 930    | 37,69 |
| Soleure                      | 62 274    | 66,16 | 31 852    | 33,84 |
| Bâle-Ville                   | 48 787    | 73,96 | 17 173    | 26,04 |
| Bâle-Campagne                | 65 454    | 67,15 | 32 020    | 32,85 |
| Schaffhouse                  | 22 397    | 61,81 | 13 836    | 38,19 |
| Appenzell Rhodes-Extérieures | 11 879    | 57,24 | 8 874     | 42,76 |
| Appenzell Rhodes-Intérieures | 2 909     | 50,82 | 2 815     | 49,18 |
| Saint-Gall                   | 98 675    | 59,31 | 67 707    | 40,69 |
| Grisons                      | 41 341    | 62,75 | 24 536    | 37,25 |
| Argovie                      | 147 448   | 64,05 | 82 768    | 35,95 |
| Thurgovie                    | 51 406    | 57,22 | 38 440    | 42,78 |
| Tessin                       | 55 303    | 52,92 | 49 203    | 47,08 |
| Vaud                         | 154 898   | 65,02 | 83 350    | 34,98 |
| Valais                       | 62 221    | 55,51 | 49 868    | 44,49 |
| Neuchâtel                    | 32 404    | 63,43 | 18 679    | 36,57 |
| Genève                       | 88 883    | 65,15 | 47 547    | 34,85 |
| Jura                         | 14 371    | 61,13 | 9 137     | 38,87 |
| Suisse                       | 1 828 427 | 64,10 | 1 024 167 | 35,90 |

## Conséquences
Le mariage pour tous est approuvé à une large majorité de près des deux tiers des suffrages exprimés, et à l'unanimité des cantons,. Lors d'une conférence de presse du Conseil fédéral organisée dans la soirée du scrutin, son entrée en vigueur probable est annoncée pour le 1er juillet 2022, une décision confirmée le 17 novembre par le Conseil fédéral.